# 三角涡蛛
三角涡蛛（学名：Octonoba yesoensis）为蟱蛛科涡蛛属的动物。分布于伊朗、独联体、南朝鲜、日本以及中国大陆的陕西等地。该物种的模式产地在日本。